# Noi Sammarinesi
Noi Sammarinesi (NS) è stato un movimento politico sammarinese.
All'interno della Lista della Libertà (LDL) faceva parte della coalizione Patto per San Marino che nel novembre 2008 era andata al governo di San Marino.
Nel 2023 confluisce insieme al Movimento Ideali Socialisti e a una parte del Partito Socialista guidata dagli ex capitani reggenti Alessandro Mancini e Giacomo Simoncini nel nuovo partito Alleanza Riformista, alleato del Partito Democratico Cristiano Sammarinese in vista delle elezioni politiche del 2024.

## Risultati elettorali
|                | Lista                       | Voti                                                      | %     | Seggi |                               |
| Politiche 2006 | Consiglio Grande e Generale | Noi Sammarinesi                                           | 558   | 2,53  | 1                             |
| Politiche 2008 | Consiglio Grande e Generale | Nuovo Partito Socialista-Noi Sammarinesi                  | 1.317 | 6,28  | Con NPS                       |
| Politiche 2012 | Consiglio Grande e Generale | Partito Democratico Cristiano Sammarinese Noi Sammarinesi | 5.110 | 29,43 | Con PDC                       |
| Politiche 2016 | Consiglio Grande e Generale | Sammarinesi                                               | 414   | 2,13  | Con Sammarinesi senza Confini |
| Politiche 2019 | Consiglio Grande e Generale | Noi per la Repubblica                                     | 2.359 | 13,13 | Con Noi per la Repubblica     |